# 紐約州人民訴唐納·川普案
2023年3月30日，第45任美国总统唐纳德·特朗普因涉嫌在2016年美國總統大選前伪造商业记录以掩蓋向色情電影女演員斯托米·丹尼尔斯支付封口費的事件而被曼哈頓大陪審團起訴，成为首位被刑事起诉的前任或现任美国总统，面臨34項一級偽造商業紀錄的指控。在纽约，伪造商业紀录是轻罪，但如果这样做是为了进一步犯罪，则可能会成为重罪。庭審不能保证审判丑闻，或者可能不会在起诉后的几个月内安排。
起诉书于3月30日的工作日结束时提交给紐約州最高法院（纽约州的普通初审法院，而非该州的终审上诉法院）。居住在佛罗里达州的特朗普于4月3日前往纽约市，预计将于4月4日下午向曼哈顿地区检察官办公室投案。出于安全考虑，其投案过程或将不公开。NBC新聞報導指，熟悉他传讯的官员并不打算给他戴上手铐、关进牢房或拍照。分析人士预计，特朗普将在被提审后获释。
调查过程中，特朗普口头攻击控方的地方检察官白艾榮，并指责他有政治动机。特朗普打算於即将到来的2024年总统大选中继续作为候选人，刑事指控並不会在法律上阻止他竞选公职。他和其助手对被起诉的消息感到惊讶，他们认为检察官会先通知其律师；但相反地，他们是从媒体那里得知这事。
2024年4月15日，案件正式开庭审理，庭审程序持续八个星期，期间控方一共传唤了20名证人，辩方传唤了2名证人。2024年5月30日，陪审团裁定特朗普34项一级伪造商业记录罪全部有罪，特朗普成为美国史上第一位被刑事定罪的前总统。法院原定于2024年11月26日判刑，由於川普第二次當選總統，但又再度推遲。2025年1月3日，美国纽约州最高法院法官决定将于1月10日就特朗普封口费案作出判决，最終宣判無條件釋放。

## 背景

### 艳星封口费事件

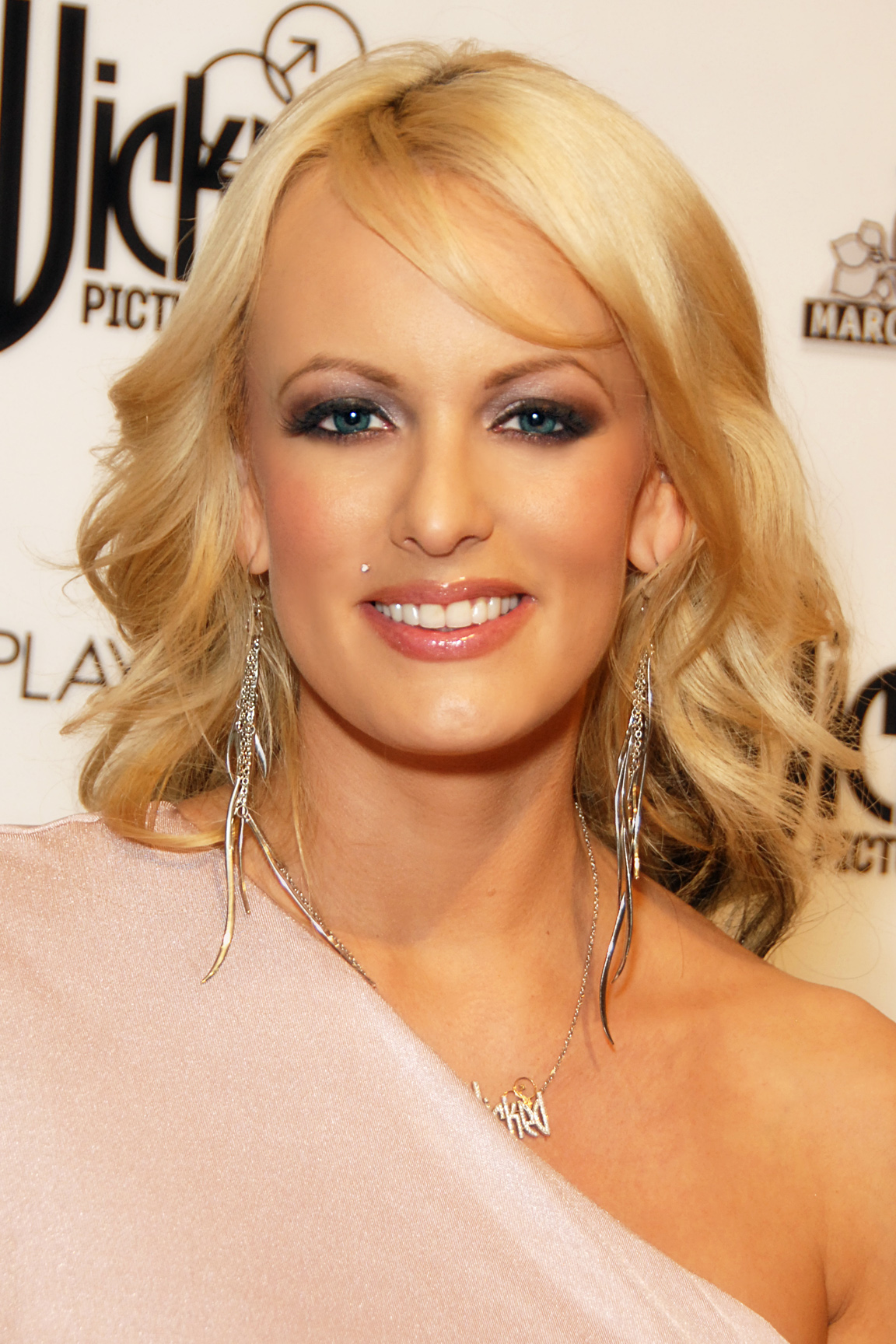
唐纳德·特朗普被控指示迈克尔·科恩 (律师)向斯多米·丹尼尔斯（图）支付13万美金封口费

2006年7月，美国电影艳星斯多米·丹尼尔斯在内华达州的名人高尔夫球锦标赛上结识特朗普，当时特朗普在主持电视真人秀《飛黃騰達》，也已经与妻子梅拉尼娅·特朗普结婚，两人的孩子巴倫·特朗普也已经出生。据丹尼尔斯透露，特朗普邀请她到哈拉斯太浩湖的顶层豪宅游玩，两人在房间里发生性关系，特朗普提出邀请她上《学徒》的计划。2011年，丹尼尔斯打算将两人的故事卖给八卦杂志《生活与风格》，开价15万美金，彼时特朗普计划参选总统。随后《生活与风格》请求特朗普集團评论事件，特朗普的律师迈克尔·科恩扬言起诉之。同年10月，丹尼尔斯的经纪人吉娜·罗德里格斯将故事透露给八卦新闻博客“The Dirty”，相关帖文在特朗普律师投诉后下架，丹尼尔斯也质疑贴文真偽。
特朗普正式启动总统竞选活动后，罗德里格斯与多家媒体接洽，计划把故事卖出去。当时《华盛顿邮报》已经披露了特朗普与主持人比利·布什讨论下流话题的录像，《国家问询报》顺势买下丹尼尔斯的故事。事后考虑到这桩丑闻会影响特朗普的选情，《国家问询报》把故事压了下来。不过《国家问询报》并未向丹尼尔斯支付报酬，而是改由总编迪伦·霍华德安排丹尼尔斯与科恩签订保密协议，当中列明科恩要向丹尼尔斯支付13万美元封口费。随着大选日益临近，科恩迟迟未向丹尼尔斯支付封口费。最终丹尼尔斯的律师基思·戴维森在2016年10月撕毁保密协议，科恩意识到丑闻即将败露，匆匆从房屋净值信贷额度中提款，通过一家在特拉华州的空壳公司转钱。
2018年4月，特朗普在空军一号上告诉记者，他并不知道给丹尼尔斯支付封口费的事情，亦不知道科恩从哪里得到的钱。然而，特朗普另一位律师魯迪·朱利安尼在接受福克斯新聞专访时则称特朗普有从自己的钱拨款给科恩以处置这类事件。特朗普向科恩写了几张支票，总额高达42万美金，一部分用来报销科恩给出的封口费，一部分用给科恩找人操纵网络民意调查结果以提升自己的声望；支付给科恩的部分有36万美金，其中一半用来抵扣税，另外还有6万美金，而上述款项是2017年特朗普就任总统第一年支出的一部分。特朗普宣称给科恩的钱是律师费，如果这项行为构成误导，按照纽约州法律会被视为轻罪；检察官亦考虑了支付给科恩的钱是否合法，因为根据纽约州法律，变造商业记录以掩盖罪行是E级重罪。

### 与凯伦·麦克道格的艳遇
2006年至2007年，美国模特、演员凱倫·麥克道格与特朗普艳遇。在特朗普2016年竞选美国总统的时候，麦克道格向《国家问询报》推销他们的情事，《国家问询报》以15万美元买下。双方交易于2016年10月被《华尔街日报》披露。双方的交易之所以促成，是因为特朗普从1990年代开始，就已经结识了《国家问询报》母公司美国媒体公司（American Media, Inc.）的首席执行官大卫·佩克。而在公司内部，特朗普被称为“佩克的老友”。麦克道格认为这个故事无论如何都会公之于众，因为当时《花花公子》杂志的一位模特在Twitter上提到两人的事情。

### 特朗普大厦门卫
2018年4月，《紐約客》披露了前川普大厦门卫迪诺·萨祖丁（Dino Sajudin）的故事。据萨祖丁透露，特朗普在1980年代与一名前雇员育有一子。萨祖丁于2015年底就相关事件与《国家问询报》的母公司美国媒体公司达成协议，萨祖丁获3万美元报酬，确保《国家问询报》享有故事的独家版权。2015年11月，为了验证故事真偽，《国家问询报》派员监视涉事女子与其女儿的住所，并聘请刑事调查员迈克尔·曼库索（Michael Mancuso）协助。虽然外界怀疑萨祖丁的故事纯属捏造，多名接触《纽约客》的消息人士还是认为American Media支付给萨祖丁的报酬极不寻常。2017年，美联社对事件展开调查。相关报道即将发表的时候，American Media要求压下来。后来《纽约客》要求American Media置评，American Media旗下的Radar Online旋即发文，声称萨祖丁的事情是假的。《纽约客》未能验证事件真偽。

### 曼哈顿大陪审团的调查
2018年1月，《华尔街日报》披露科恩向丹尼尔斯支付封口费的事件。同年8月，科恩承认八项相关刑事罪行，也承认向麦克道格付钱。在认罪书中，科恩供出特朗普牵涉事件，称自己按照“联邦职务候选人”指示行事。2018年12月，科恩被判三年监禁。
科恩认罪后，曼哈顿地区检察官小赛勒斯·万斯对特朗普集团及其两位高管展开调查。后来美国纽约南区检察官对特朗普展开另外调查，万斯的调查被迫暂停。据万斯在特朗普被正式起诉后透露，当时纽约南区检察官要求他“放手”，他同意了。2019年7月，纽约南区检察官宣布调查行动结束，但不会起诉特朗普，因为司法部明令禁止起诉在位总统。2019年8月，曼哈顿地区检察官办公室向特朗普集团发出传票，要求上交涉及相关款项的文件。与此同时，办公室又向会计事务所玛泽发出传票，要求提供特朗普过去8年的公司纳税申报表。随后特朗普律师团队起诉万斯，理由是美国总统有免于刑事调查权利，目的是将传票截下来。这起名叫“川普訴萬斯案”的案件在美国最高法院审理，万斯得到最高法大法官7票支持、2票反对，可以继续发出传票。
2020年12月，曼哈顿地区检察官升级调查行动，对德意志银行和保险经纪公司怡安集团的员工展开调查。2021年2月，美国最高法再裁定曼哈顿检察官办公室可以获取特朗普的纳税记录，随后最高法拿到了这些文件。此外，曼哈顿检察官办公室开始重点关注特朗普集团的财务总监艾伦·魏塞尔贝格，同年7月指控特朗普集团策划避税。
后来在2021年纽约县地区检察官选举中胜选的白艾榮接任万斯，出任曼哈顿地区检察官。2022年2月，由白艾榮委托调查案件的检察官马克·F·波美兰茨和凯瑞·邓恩宣告自行辞职，并指控白艾榮未有积极地对特朗普提出指控。2022年，白艾榮始整年在调查案件，并将调查重点转至封口费事件。白艾榮當初在競選曼哈頓地區檢察官時多次宣稱一旦當選就會逮捕並起訴川普，因此保守派質疑他不公正。
2023年1月，曼哈顿地区检察官办公室组建23人大陪审团，持续提交特朗普在封口费事件中起关键作用的证据。在正式起诉特朗普的前两个月，大陪审团不断听取相关证据，一般在每个礼拜一或礼拜三开会听取。2023年3月，检察官透露大陪审团很有可能会提出起诉。
2023年3月18日，特朗普高调宣布自己将在下周被捕，要求支持者集会抗议可能出现的起诉。特朗普的行为让纽约当局大为紧张，纽约市警察局增派安保力量，为特朗普可能被起诉的3月21日做准备，但预计起诉时间后来被推迟到3月30日。警方在特朗普大厦和曼哈顿刑事法院大楼附近布设金属护栏。据执法部门人士向路透社透露，警方将特朗普4月4日出庭之前，封闭法院周边道路。3月30日，也就是大陪审团投票同意起诉的前一天，一名匿名证人向大陪审团作证了半小时。

### 正式起诉前的言论
3月18日，特朗普在Truth Social表示自己会在3月21日被捕，呼吁支持者“把我们的国家夺回来！”。然而，《時代雜誌》表示响应美国暴动事件的特朗普大支持者和右翼团体犹豫不决。3月20日，示威者在纽约青年共和党人俱乐部举行示威活动，但现场的记者比示威者还多。
3月22日，特朗普在Truth Social发表两幅对比图，一张是戴着棒球帽的特朗普，一张是检察官白艾榮。这篇帖文最终被删除，特朗普在采访中表示相关帖文是在分享右翼博客“国家档案”的文章，而对比图就是这篇文章的内容。
3月23日，特朗普在Truth Social表示当局对自己的“虚构指控”可能会造成死亡和破坏，而这对美国来说可能是灾难，只有仇恨美国的“堕落精神病患者”才会指控他。
3月30日的起诉日期让特朗普和他的律师团队感到惊讶，他们都是从新闻上得知起诉时间。律师团队还以为几个礼拜后才会起诉，到时曼哈顿检察官办公室会直接通知他们。

## 正式起诉

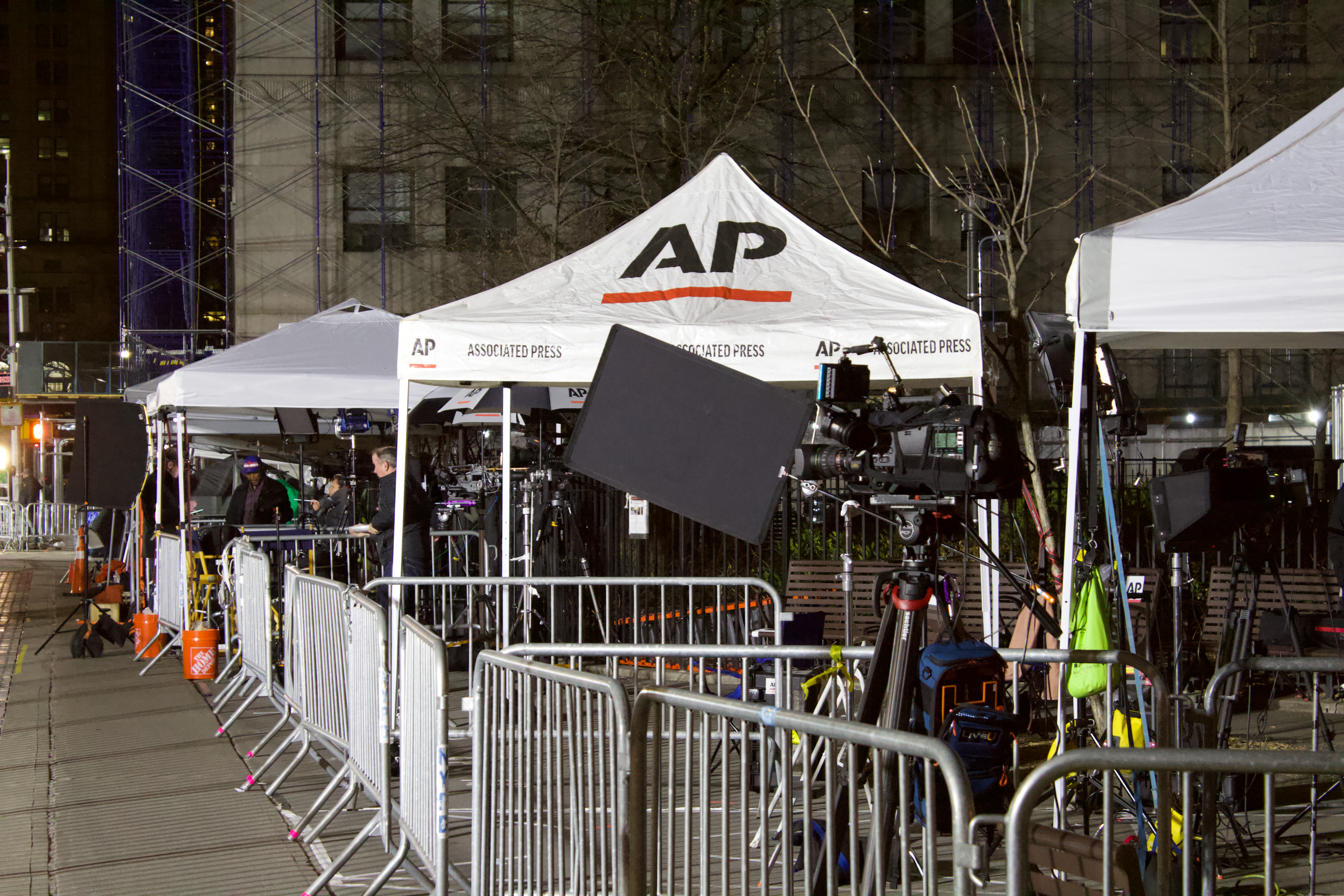
4月3日晚，各大媒体在法庭外设置摄像机机位，为次日的报道做准备

3月30日，曼哈顿大陪审团投票同意起诉特朗普。当天，紐約州最高法院（该法院为负责审判重罪的普通法院，不是处理上诉的终审法院）签发起诉书，相关指控被封存到特朗普到曼哈顿刑事法院接受传讯。根据起诉文件，特朗普涉嫌向史多美·丹尼尔支付封口费，以促进个人选情，相关行为违反了联邦的竞选活动财务法规。在商业文件中，这笔款项是特朗普付给律师迈克尔·科恩的“律师费”，但起诉文件认为这笔钱是用来报销科恩先前支付给丹尼尔的封口费，这笔封口费同样涉嫌违法。根据纽约州法律，伪造商业纪录尚属轻罪，但如果是为了掩盖罪行伪造，就会构成联邦重罪，具体要视乎负责案件的区域检察官的判断。而由於起訴書尚未公開就提前洩密，這項行為涉及重罪，為此川普要求白艾榮辭職。

## 传讯

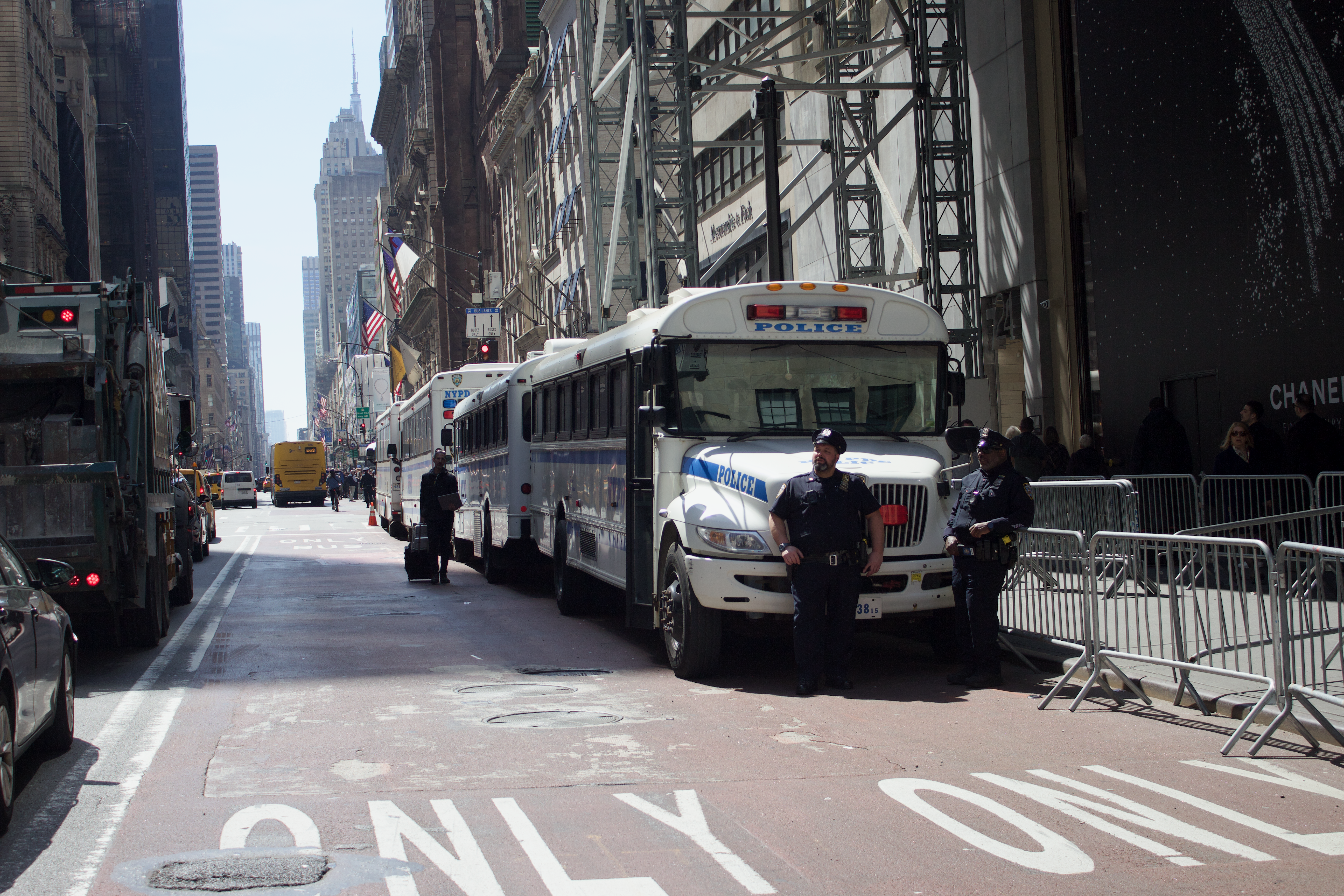
纽约警方以校巴阻塞川普大厦入口道路两侧

2023年4月3日，特朗普的私人飞机特朗普版空军一号从棕榈滩国际机场出发，前往拉瓜地亞機場。下机后特朗普随车队抵达特朗普大厦，在大楼内过夜。曾为保羅·馬納福特辩护的律师从律师事务所辞职，全力负责特朗普的案件。特朗普接受传讯前夕，纽约警方在曼哈顿区内部及附近地区增派警力；当局表示未发现暴力事件和抗议活动会发生的迹象。纽约市长艾瑞克·亞當斯要求示威者和平集会。代理纽约最高法院大法官胡安·默坎担任案件主审法官。针对早前媒体机构提出现场直播法庭现场，或是在法庭中使用电子设备的动议，默坎予以驳回，但是同意为摄像记者设立五片媒体区，法庭素描画家也会记录审讯过程。出于安全考虑，法庭的玻璃门会被遮罩。
2023年4月4日，特朗普的车队抵达曼哈顿刑事法院。特朗普在社交媒体发帖称：“完全不能相信这种事情会在美国发生。MAGA！”特朗普一进入法庭，就被警方拘留，但沒有被安排在拘留室等候。在签到和按手印後，川普没有被戴上手铐，也沒有拍摄面部照片。一小时后，特朗普步入法庭；他对34项重罪指控表示不认罪。随后起诉书公开，特朗普涉嫌“密谋破坏2016年大选公正”，被控34项一级伪造商业记录罪。传讯过程中，默坎警告特朗普不要用社交媒体煽动暴力。传讯结束后，特朗普返回海湖庄园，当晚向支持者发表演說。

## 审理程序

### 审前程序
在特朗普接受传讯的过程中，法庭设置了审前程序的截止日期，当中包括控方向辩方提供审前披露的截止日期。而审前动议提交的截止日期则定在了2023年8月8日。特朗普的代表律师乔·塔科皮纳透露辩方会提交要求驳回起诉书的动议。特朗普也可以提出消滅時效已到期、所有指控罪名（包括重罪）应该降级为轻罪的理由。控方须在2023年9月19日回应辩方的动议。
法庭宣布下一次聆讯将于2023年12月4日在纽约进行。特朗普方面请求在12月4日线上参与聆讯，但被拒绝。

### 庭审
如果案件没有被法庭驳回，则需要进行庭审。在传讯过程中，各方就庭审日期进行讨论：控方提出2024年1月，辩方驳回，认为应该改到2024年的晚些时候。正如特朗普在之前的案件中所做的，这种策略被称为“攻击与拖延”，即在攻击控方和法官的同时尽可能拖长司法程序，最好是到2024年底，也就是大选的时候。如果进入庭审阶段，特朗普的前律师迈克尔·科恩将担任污点证人。预计控方还会安排丹尼尔斯作为证人。
特朗普如果被定罪，每项控罪刑期最长4年，而且需要连续服刑。不过，法官也可以选择不判刑。但如果特朗普成功当选下一任美国总统，定罪不会影响他上任。

### 庭审排期
2024年初，原定于3月初审理的特朗普破坏选举案因特朗普提出上诉而推迟，使得本案如期在2024年3月25日开庭审理的可能性大大增加，将会是美国历届总统首次接受刑事审判。2月15日，主审法官默坎确认开庭日期，同时驳回了特朗普要求撤销案件的指控；特朗普到场确认。
2024年3月11日，特朗普的律师团队以特朗普拥有总统豁免权为由，要求将案件推迟到联邦破坏选举案审结后开庭，理由是部分证据与牵涉行为发生在特朗普总统任内。律师团队指出，2018年4月，特朗普否认向记者支付封口费，并且在推特上为科恩的可靠性辩护。3月11日的晚些时候，主审法官默坎指出特朗普团队已经错过了提交审前动议截止日期，表示任何一方都要经过他许可，才能提交额外的审前动议。4月3日，默坎以超过时限为由驳回特朗普律师团队的请求。
同样在3月11日，特朗普要求将案件审理推迟到最高法院裁定他是否在联邦破坏选举案中享有总统豁免权。由于最高法院定于4月25日就该问题进行辩论，辩论结果有可能在这届法院任期结束时都没办法出来，所以如果特朗普的动议获得通过，本案的开庭时间会推迟到仲夏或更晚的时间。最终默坎在4月3日驳回了特朗普的动议，理由是特朗普在离庭审只有两个星期的时候提出这个动议，他有理由怀疑特朗普的“真诚及真实目的”。
3月18日，特朗普律师团队再次提出延期，理由是审前舆论风向和曼哈顿地区明显存在的反特朗普倾向，可能会导致4月份选出的陪审团不够公正。律师团队引述了一份民意调查，显示只有35%的受访民众认为特朗普在本案中有罪。律师还引述了科恩的“反骨”言论，例如说自己之所以入狱，是因为他的前老板特朗普“就不是不能管住蘑菇大的老二”。3月25日，助理检察官反驳律师团队的说法，称“公众舆论不太可能衰减，审前都是被告方在煽风点火”。4月8日，特朗普团队请求上诉上诉法院推迟审理，以允许将审判转移到其他县，结果当天就被拒绝。
2024年3月，美国联邦检察官办公室向曼哈顿地区的检察官提供了一份17万页的文档，其中大部分属于科恩在2017年向斯托米提供封口费的联邦证据（较为明显的证据已经在2023年6月转交给特朗普的律师）。特朗普的律师团队以新文件出现为由，要求推迟庭审；曼哈顿地区检察官办公室表示文档中跟特朗普辩护有关的内容，只有300页。2024年3月15日，法官默坎将案件推迟到4月中旬开庭。2024年3月25日，默坎将庭审日期定为4月15日，同时驳回了特朗普律师团队要求进一步推迟的动议。
4月8日，特朗普方面要求推迟庭审，以便更换庭审地点（这项动议在当天被驳回）和就封口令提出上诉（这项动议在次日被驳回）。4月10日，特朗普方面以默坎没有资格主持审理为由提出的推迟庭审动议被上诉法庭驳回。4月12日，默坎驳回了特朗普方以媒体报道存在“偏见”为由提出的推迟动议。4月15日，默坎要求特朗普4月25日必须到庭，禁止他到最高法院聆听有关他在联邦选举案中是否持有总统豁免权的辩论。默坎表示自己还不确定5月17日会不会进行庭审，但如果进展顺利的话，他会批准特朗普在那天请假，去出席儿子巴伦的高中毕业典礼。

### 禁言令
在2023年5月的聆讯，以及向法庭递交地诉状中，检察官表达了特朗普可能会利用审前发现程序期间出现的证据攻击涉案人士，包括目击者。主审法官默坎没有就此发出禁言令，也未禁止特朗普公开评论案件。相反，默坎发出保护令，设定了在社交媒体公开案件元素的规则，相关规则由他在聆讯中解释（特朗普远程参与）。
2024年2月26日，曼哈顿检察官请求对特朗普下达禁言令，称特朗普在特朗普集团商业欺诈的民事诉讼庭审过程中，通过社交媒体贬损法官的书记员，两次违反禁言令，被罚款1.5万美元。检察官方面还表示，仅2023年一年，警方就收到89条对白艾榮及其家人、同事的威胁，而2022年只有一起这样的威胁。3月7日，默坎裁定，除了特朗普、特朗普的律师团队及检察官，陪审团将匿名参与审理。3月26日，默坎正式对特朗普发出禁言令，限制他在公开场合谈论涉案人士。另外，由于特朗普公开表示辩方的目标是将庭审推迟至2024年总统选举结束后，默坎警告辩方不要采用推延战术，例如迟交审前动议，或是在最后一分钟提出要求，违者将依藐视法庭论处。3月26日，特朗普在网上发帖责骂封口令、默坎和默坎的女儿，其中对默坎女儿的批评起源于有人在社交媒体上冒充她发帖反特朗普。同日，默坎再次发出禁言令，禁止特朗普公开评论，或是促使其他人发表针对法庭职员、检察官，以及预定陪审员及其家人的言论，身为公众人物的白艾榮及法官默坎不在保护范围内。特朗普还禁止特朗普评论将要出庭作证的证人。
3月27日和28日，特朗普继续在社交媒体上谈论默坎的女儿。3月29日，检察官要求明确禁言令中涉及法院工作人员家属的部分，从而让特朗普停止被他们认为是故意挑衅的行为。4月1日，默坎将禁言令范围扩大到自己和白艾榮的家人，称攻击他们是没有法律依据的。默坎还说特朗普持续发表攻击性言论，对司法程序的公正性造成“非常真实”的威胁，可能会导致涉案人士对自己和家人感到担忧，而这“无疑干扰到司法公正，直接攻击法治原则本身”。4月11日，特朗普继续在社交媒体上辱骂目击证人科恩和丹尼斯，说他们是不诚实的“卑鄙小人”。
4月15日，检察官要求法官认定特朗普藐视法庭，同时以三项涉嫌违反禁言令的行为，对特朗普处以3000美元罚款。控方还要求将特朗普对科恩的攻击列为证据。4月18日早上，控方指控特朗普又有七次违反禁言令的行为，再请求罚款7000美元。针对该项处罚的聆讯定于4月23日进行。

## 庭审过程
2024年4月15日，案件正式审理，预计持续八个星期，至6月结束，逢周三休息。法院要求特朗普出席每天的庭审，除非获法院批准缺席。此外，特朗普无需出庭作证，如果想作证的，检察官在默坎批准下可询问他有关商业欺诈、性虐待和诽谤的民事诉讼。律师托德·布兰奇（Todd Blanche）和苏珊·内切尔斯（Susan Necheles）在庭审中代表特朗普。

### 陪审员遴选
2024年4月8日，法官默坎向特朗普律师团队递交了陪审员遴选调查问卷的副本，遴选工作于4月15日启动，候选人多达500名。
遴选过程的前两天，有96名陪审员候选人到场，其中超过一半表示无法做到公正裁决，随即被法庭否掉。第一天有九名陪审员获得临时资格，第二天再有十名陪审员获得资格。19名获得资格的人中，有7人正式获选并宣誓就任。4月18日，有两人辞任陪审员，其中一人称朋友和家人通过媒体公布的细节认出她。4月16日，特朗普因与潜在的陪审员交谈，被法官默坎训斥。
到4月18日，12名陪审员，外加一名候补陪审员正式成立。4月19日，新增六名候补陪审员，开场陈述定于4月22日进行。选拔候补陪审员期间，一位名叫麦克斯韦·阿扎雷洛（Maxwell Azzarello）的佛罗里达州男子在法庭附近淡水池公园自焚，事件没有影响庭审日程。

### 证人作证
| 出庭日期           | 证人                                   | 身份                 |  |
| 控方证人           | 控方证人                               | 控方证人             |  |
| ------------------ | -------------------------------------- | -------------------- |  |
| 4月22日            | 大卫·佩克                              | 《国家问询报》出版人 |  |
| 4月23日            | 大卫·佩克                              | 《国家问询报》出版人 |  |
| 4月25日            | 大卫·佩克                              | 《国家问询报》出版人 |  |
| 4月26日            | 大卫·佩克                              | 《国家问询报》出版人 |  |
| 罗娜·格拉夫        | 特朗普的执行助理                       |                      |  |
| 加里·法罗          | 第一信託銀行银行家                     |                      |  |
| 加里·法罗          | 第一信託銀行银行家                     | 4月30日              |  |
| 罗伯特·布朗宁      | C-SPAN档案处执行主任                   |                      |  |
| 菲利普·汤普森      | Esquire Deposition Solutions地区董事   |                      |  |
| 基斯·戴维森        | 斯托米·丹尼尔斯前律师                  |                      |  |
| 基斯·戴维森        | 斯托米·丹尼尔斯前律师                  | 5月2日               |  |
| 道格拉斯·道斯      | 曼哈顿地区检察官办公室的计算机取证专家 |                      |  |
| 5月3日             | 霍普·希克斯                            | 前白宫通讯联络主任   |  |
| 5月6日             | 杰弗里·麦康尼                          | 前特朗普集團财务总管 |  |
| 5月6日             | 黛博拉·塔拉索夫                        | 特朗普集团会计员工   |  |
| 5月7日             | 萨莉·富兰克林                          | 企鹅出版集团高管     |  |
| 5月7日             | 斯托米·丹尼尔斯                        | 封口费接受人         |  |
| 5月9日             | 斯托米·丹尼尔斯                        | 封口费接受人         |  |
| 丽贝卡·马诺乔      | 特朗普集团初级簿记员                   |                      |  |
| 翠西·孟席斯        | 哈珀柯林斯高级副总裁                   |                      |  |
| 玛德琳·韦斯特豪特  | 前椭圆形办公室行动主任                 |                      |  |
| 玛德琳·韦斯特豪特  | 前椭圆形办公室行动主任                 | 5月10日              |  |
| 珍妮·托马林        | 威訊通訊高级分析师                     |                      |  |
| 丹尼尔·迪森        | AT&T合规分析师                         |                      |  |
| 贾登·贾梅尔-施奈德 | 曼哈顿地区检察官办公室律师助理         |                      |  |
| 乔吉娜·朗斯特里特  | 曼哈顿地区检察官办公室律师助理         |                      |  |
| 5月13日            | 迈克尔·科恩                            | 封口费中介           |  |
| 5月14日            | 迈克尔·科恩                            | 封口费中介           |  |
| 5月16日            | 迈克尔·科恩                            | 封口费中介           |  |
| 5月20日            | 迈克尔·科恩                            | 封口费中介           |  |
| 辩方证人           |                                        |                      |  |
| 5月20日            | 丹尼尔·西特科                          | 辩方律师助理         |  |
| 5月20日            | 罗伯特·科斯特罗                        | 迈克尔·科恩的合伙人  |  |
| 5月21日            | 罗伯特·科斯特罗                        | 迈克尔·科恩的合伙人  |  |

#### 控方证人

##### 大卫·佩克
庭审第一个星期，控方传唤前《国家问询报》出版人大卫·佩克到庭作证。2018年迈克尔·科恩接受联邦调查的时候，大卫·佩克获赦免；作为交换条件，佩克需要向控方提供有关封口费协议的情报。据佩克在证词中交代，目前住在澳大利亚的《国家问询报》前编辑迪兰·霍华德（Dylan Howard）患有“脊椎疾病”，无法到庭作证。此前有报道指佩克与他的公司美国媒体公司负责向麦克道格支付封口费，美国媒体公司就是《国家问询报》的母公司。而佩克本人拒绝对丹尼尔斯做同样的事情，即便他提醒过特朗普斯托米要公开他们两人的婚外情。4月23日，佩克作证称科恩不断给他提供特朗普敌人提供的负面情报，佩克的员工对这些情报进行“加工”，之后将初稿发给科恩审阅，在对方同意下发表。庭上，佩克表示自己曾部署过一个“捕杀”（catch and kill）计划，这个方案是他在2015年提出的，目的是压下特朗普的负面新闻，同时记下所有曾向他兜售特朗普绯闻的女性。控方引用了一项与串谋有关的州选举法，为他们盘问佩克与特朗普2016年竞选团队首席执行官斯蒂芬·班農的关系做辩护。
4月25日，佩克作证称美国媒体公司曾压下其他名人的负面信息，这点在特朗普律师团队进行盘问时被强调。另外，佩克表示自己不认为科恩为特朗普的竞选活动工作。佩克提到2016年大选前自己与特朗普的关系，当时他压下了跟特朗普有关的其他负面信息。佩克详细介绍了他的公司、特朗普及科恩于2016年中旬向麦克道格支付封口费，同时承诺每个月会为她捉刀一篇专栏文章，以掩盖封口费合同的正式性质。2016年9月，科恩称要代表特朗普买下麦克道格提供的数箱原材料，这些材料据佩克估计价值2.5万美元。之后佩克告诉科恩，他不想偿还支付给麦克道格的费用。据佩克表示，2016年11月4日，也就是选举投票日前夕，公司一名员工提前泄露了封口费方案的细节，事后佩克发了一篇虚假声明，称美国媒体公司从未向任何人支付封杀特朗普负面信息的款项。随后公司修改了与麦克道格的合约，允许麦克道格接触媒体。佩克又回想起2017年1月在特朗普大厦，特朗普感谢他压下麦克道格绯闻及其他负面报道，詹姆斯·科米、邁克·蓬佩奧、赖因斯·普里巴斯和肖恩·斯派塞等人在场。佩克最终决定不负责向斯托米支付封口费（因为她是艳星），支付工作交由科恩完成。佩克说，他是按照特朗普的意愿行事，目的是帮助特朗普拿下总统任期，虽然他也担心竞选团队会违反选举资金法。他还表示，2021年受到联邦选举委员会称特朗普方面可能违反选举法的信件后，他与联邦检察官签署了一份不起诉协议，与控方进行合作。

##### 格拉夫、法罗、布朗宁和汤普森

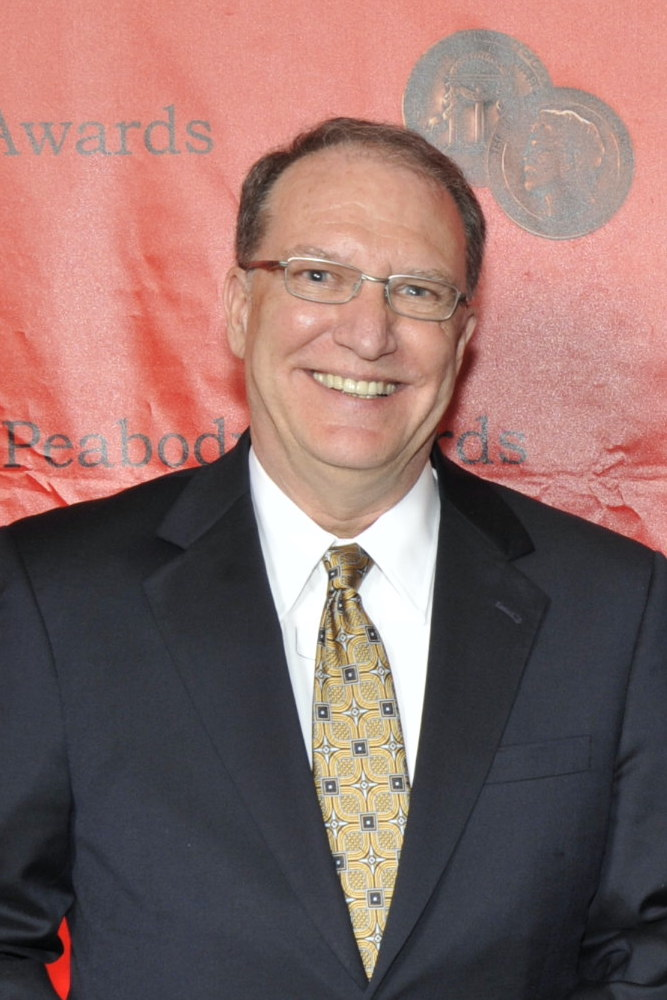
C-SPAN档案执行主任罗伯特·布朗宁就证据真实性作证

特朗普执行助理罗娜·格拉夫作证称，她在特朗普大厦特朗普办公室负责外勤工作的时候，一直和麦克道格和斯托米保持联系，她“隐约记得”曾经在特朗普大厦的接待区见过斯托米一面。接受辩方盘问期间，格拉夫说特朗普有时签支票的时候会一心多用，这取决于“当时发生什么事情”，以及“支票有多么重要”。
曾供职于第一信託銀行的银行家加里·法罗（Gary Farro）作证。证词显示，2016年10月26日，他帮助科恩开设一个用于某个房地产有限责任公司的银行账户。控方表示，当天，科恩将13.1万美元的房屋净值贷款存入账户，次日将其中13万美元转账给斯托米的律师基斯·戴维斯（Keith Davidson）。法罗协助科恩开设银行账户，让科恩用这个账户支付封口费。法罗交代，科恩一直想跟他联系，继而在2016年10月开设了这个账户。法罗注意到这个账户是为“基本顾问有限公司”（Essential Consultants LLC）开设的，这家公司是封口费的支付方，其资源出自科恩在第一信托银行的房屋净值贷款。法罗表示，科恩不想在支票中留下地址。控方递交了科恩的来往电邮，证明支票账户开设的20分钟后，就有一笔13.1万美元的存款流入。在戴维森与科恩的短信来往中，戴维森指导科恩通过电汇方式转出13万封口费。法罗说，斯托米收封口费的消息曝光后，银行关闭了科恩的账户。
C-SPAN档案执行主任罗伯特·布朗宁（Robert Browning）确认了特朗普与Esquire Deposition Solutions地区董事菲利普·汤普森（Phillip Thompson）C-SPAN录像的真实性。2022年10月，特朗普就E·让·卡罗尔起诉诽谤案录取口供的时候，Esquire Deposition Solutions为特朗普提供法院记录员服务。5月20日，控方试图联络布朗宁，看他能否就特朗普与他前保镖基斯·席勒的一张合照再次出庭作证。

##### 基斯·戴维森、道格拉斯·道斯
基斯·戴维森曾是斯托米·斯托米与凯伦·麦克道格的代表律师。基斯作证称，唐纳德·特朗普录影门让斯托米找到了推销绯闻的机会。他起草了一份价值13万美元的封口费协议，当中他以“佩吉·彼得森”（Peggy Peterson）和“大卫·丹尼森”（David Dennison）作为斯托米及特朗普的化名。按照协议，封口费需要在2016年10月14日之前到账。然而封口费没有如期到账，基斯联系了科恩，科恩会特朗普正在外出旅游。10月17日，戴维森致函科恩，称协议无效，后续他不再担任斯托米的代表律师（科恩于10月27日将自己的钱汇给了戴维森）。
戴维森还表示，2016年选举之夜，他向迪伦·霍华德发消息，说“我们到底做了什么”。戴维森认为特朗普是封口费商谈的幕后推手。然而，他也承认科恩转账的方式，他也和霍华德以及斯托米的经纪人吉娜·罗德里格兹讨论了封口费协议。霍华德和吉娜没有直接操作封口费交易，而是鼓励戴维森多跟科恩联系。斯托米、戴维森和罗德里格兹也称已经收到13万的一部分。另外麦克道格与美国媒体公司签订15万协议的时候，戴维斯也参与其中。
5月2日，陪审团听取了科恩与特朗普商讨如何报销佩克给麦克道格支付的钱的录音。另外，科恩与特朗普讨论斯托米封口费的录音也在庭上放出，当中科恩提到自己和魏斯伯格商讨支付封口费的安排，特朗普称“让我知道发生了什么事，行不？”另一段通话录音中，科恩告诉戴维森：“我甚至不能告诉你（特朗普）跟我说了多少遍，我真的很讨厌我们做这件事（指向斯托米支付封口费）。”戴维森承认在2016年大选之夜向霍华德发消息，说“我们做了什么”，霍华德回复“我的老天”。戴维森解释，这是在承认“我们的行为协助了总统选举”，“有点黑色幽默的感觉”。戴维森也确认，2018年2月13日向科恩发消息后，他向CNN记者克里斯·科莫发去声明，证实科恩声称用个人资金向丹尼尔斯支付了13万美元。盘问阶段，戴文森说自己从未私底下见过特朗普。
5月2日，控方传唤地方检察官办公室的计算机取证专家道格拉斯·道斯（Douglas Daus），就检查科恩手机的情况作证。控方向法庭出示的部分证物中，有一些是道斯发现的。

##### 霍普·希克斯

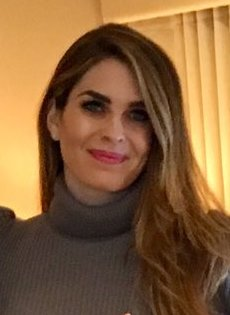
前白宫通讯联络主任霍普·希克斯做了一整天的证词

5月3日，前白宫通讯联络主任霍普·希克斯作证。她表示，《华尔街日报》的一位记者要她评论特朗普与麦克道格的绯闻，她是这个时候才知道美国媒体公司付钱买下并毙掉这个报道。针对《华尔街日报》的说法，霍普起草了一份声明，後交由科恩作出反馈；結果聲明被特朗普槍斃掉，特朗普跟霍普说麦克道格的指控“纯属虚构”，霍普按照这句话在选举前几天回应《华尔街日报》。也是在这个时候，霍普才知道《华尔街日报》准备详细报道斯托米的指控，特朗普指示霍普否认任何传闻。霍普说特朗普想尽办法向妻子梅拉尼娅隐瞒两起丑闻的报道，2018年初斯托米封口费事件东窗事发后，特朗普告诉妻子，科恩自愿付钱给斯托米，以此来保护他。霍普认为，说科恩自愿掏钱给斯托米，这跟他的性格完全不符。特朗普问过霍普对斯托米的报道被舆论放大来看的看法，尤其是如果科恩没在选前给斯托米支付封口费，这个丑闻会有怎样的负面影响。霍普曾听过特朗普多次称赞佩克在2016年大选期间对他在共和党党内的政敌进行负面报道。
霍普表示，唐纳德·特朗普录影门搅浑了特朗普的竞选活动。虽然特朗普尽力消除事件的影响，竞选阵营还是觉得外流录影带是“危机”。霍普说外流录影带让特朗普感到焦虑，因为特朗普想让家人对他感到骄傲，不希望他们受到伤害或感到尴尬。辩方盘问时，霍普说特朗普非常擅长一心多用。

##### 麦康尼、塔拉索夫和富兰克林
特朗普集团财务总管杰弗里·麦康尼（Jeffrey McConney）就科恩获得报销作证。2017年初，魏斯伯格指引麦康尼给科恩报销，麦康尼指示公司薪资专员兼应付账款主管黛博拉·塔拉索夫（Deborah Tarasoff）在商业记录中将科恩的报销金写成“律师费”。麦康尼和黛博拉交代，这些钱在科恩与特朗普的律师聘用函中有写明。2017年3月，科恩的报销支票从特朗普的私人银行账户发出。2017年，科恩在曼哈顿中城的翰宇国际律师事务所办公室开设门店，之后就不再为特朗普工作，但仍称自己是特朗普的私人律师。庭上展示了科恩的大量发票信息以及麦康尼、塔拉索夫和魏斯伯格之间的电子邮件。另外还有几分经过审查的特朗普及其信托相关的几份总账文件，当中显示特朗普向科恩支付了报销款项。
在特朗普集团会计部门工作了24年的员工黛博拉·塔拉索夫作证，她表示公司向斯托米的公司支付款项。据黛博拉介绍，她每天的职责是“审批账单，将账单录入系统，剪碎支票”。她说自己没有决策权力，只是听命令工作，但承认如果收到发票（包括寄给科恩的发票），她就会批准。她又说，虽然自2015年以来超过1万美元的发票都是由是特朗普本人，还是他两位长子中的其中一位批准，特朗普的私人支票账户都只能由特朗普本人负责。12张总值3.5万的报销支票由特朗普签署，黛博拉将支票邮寄给科恩。如果特朗普不批准黛博拉给公司写的支票，可以在票据上写“作废”（void）。2017年2月，埃里克·特朗普与魏斯伯格签署的一张给科恩的7万美元支票，就被特朗普作废。黛博拉说魏斯伯格“什么事情都插手”。在盘问中，黛博拉称特朗普和魏斯伯格谈论封口费的时候，她不在场。
企鹅出版集团高管萨莉·富兰克林（Sally Franklin）作证，她的公司曾出版过几本关于特朗普的著作。萨莉在庭上朗读了《特朗普：如何致富》和《特朗普：像亿万富翁一样思考》的段落，当中特朗普表示，“如果你对正在做的时候无从入手，用回形针夹起来，你就会收到一些意想不到的惊喜”“这些年来，我一直在说，如果有人在骂你，骂回去就对了。”

##### 斯托米·丹尼尔斯

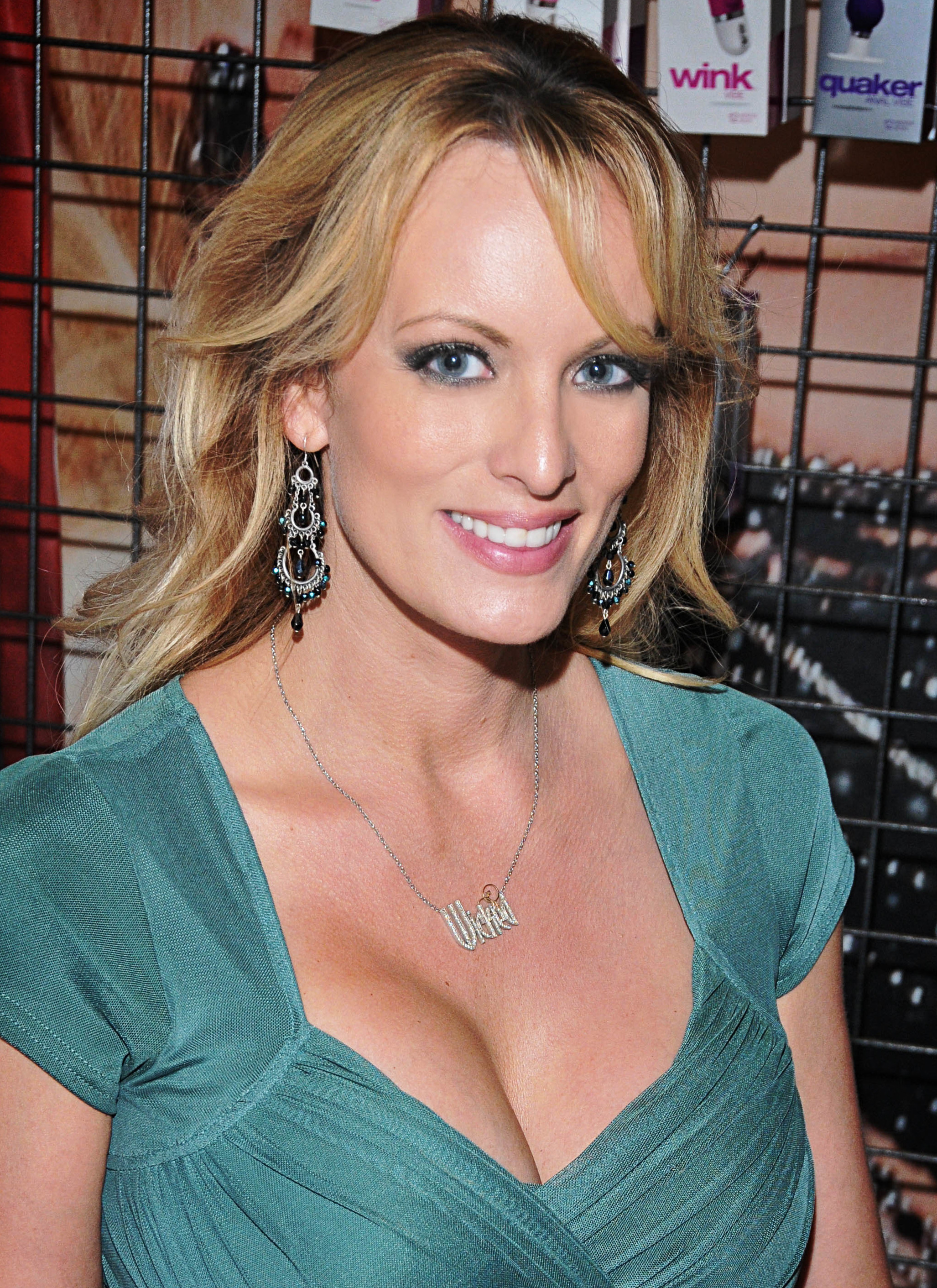
封口费接收者斯托米·丹尼尔斯作证了两天

斯托米·丹尼尔斯作证了两天。据她介绍，2006年，她在内华达州太浩湖的名人高尔夫球赛结识特朗普，之后特朗普邀请她共进晚餐，两人在他的酒店套房内发生性关系。她说特朗普没有戴安全套，也没有醉酒吸毒。性爱过程中，丹尼尔斯有断片反应，事后回想起来还有些后怕，而这也是两人唯一一次性交。丹尼尔斯说特朗普想让她参加《飛黃騰達》；随后两人通过几次电话，特朗普继续向她灌输参赛的想法，还称呼她“亲爱的”，问什么时候能再见面。斯托米说她见过特朗普几次，每次都有数十人在场，有一次是在特朗普大厦，最后一次是2007年在洛杉矶见面。
至于接受封口费一事，斯托米说她对这笔钱并不心动（尽管这明显与她和经纪人吉娜·罗德里格兹的短信内容相左，当中斯托米愿意接受这笔钱），也没有参与封口费谈判。斯托米还提到这笔钱的关键信息。斯托米坚持声称有人在拉斯维加斯的一座停车场威胁她，她没有报警，因为这样会让特朗普有所警觉，而且一旦违反封口费协议，她需要赔偿数百万美元。
斯托米作证的时候，辩方多次提出异议，得到主审法官默坎接纳。默坎多次提示斯托米的回答超出问题范畴，有一次甚至直接打断斯托米的发言，阻止她描述她和特朗普的性交体位。默坎还对证词中过于细节的内容表示批评，包括酒店地板尺寸。在法官侧席进行会商的时候，辩方提出最好不让丹尼斯描述性交过程，得到默坎接纳；不过，辩方提出审判无效的要求就不予接纳，默坎认为辩方有机会盘问斯托米。默坎为斯托米之后的证词设置了限制，指示控方引导她作简短的回答。事后斯托米给出了更简短的回答，内容更贴近于所提问题。
之后的证词，斯托米称其代表律师基斯·戴维森收下了13万封口费，她拿了其中的9.6万。她是在2018年1月10日那天签署封口费协议，代表她否认与特朗普的绯闻。然而斯托米在作证时称自己并不想签，因为绯闻本来就存在。
盘问阶段，辩方问斯托米本来就是艳星，与特朗普性交按道理是稀松平常的事情，为何会觉得心有余悸。对此斯托米表示，她走出特朗普酒店房间的洗手间，发现特朗普全身只穿一条四角裤，才发觉这次见面就是为了做爱，她自己没预料到要跟年纪大自己两倍的男人做爱。斯托米曾联系专门打性骚扰案件的知名律师格洛丽亚·奥尔雷德，问她能不能就这次性交起诉特朗普。之后的盘问内容大多围绕着斯托米在拉斯维加斯停车场被人威胁一事的准确性展开。据了解，戴维森在与科恩短信交流的时候，对这件事情抱有意见。虽然接受了封口费，斯托米还是以“公开这件事”为主要目标。
辩方盘问持续了几个小时。特朗普律师苏珊·内切勒斯（Susan Necheles）追问斯托米如何从这个绯闻中获利，又指斯托米曝光绯闻的手法，与她在法庭上的描述存在细微差别。法官再次驳回辩方申请审判无效的动议。

##### 马诺乔、孟席斯和韦斯特豪特

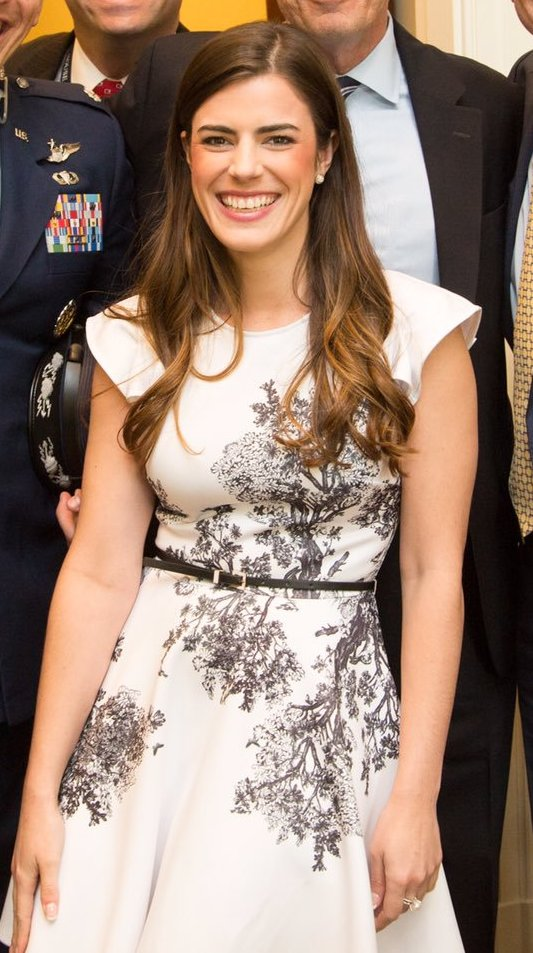
前椭圆形办公室行动主任玛德琳·韦斯特豪特在庭上作证，图片摄于2019年

特朗普集团初级簿记员丽贝卡·马诺乔（Rebecca Manochio）到庭作证。她向控方提供了证据。出版商哈珀柯林斯高级副总裁翠西·孟席斯（Tracy Menzies）就特朗普与他人合著的《大胆思考：让思考照进商业与生活的现实》部分内容作证。
2019年任特朗普椭圆形办公室行动主任、2017年至2019年间任美国总统秘书的玛德琳·韦斯特豪特也在同一天作证。2016年，玛德琳在共和黨全國委員會工作的时候，委员们对特朗普录像带事件表示担忧，有意找其他人取代特朗普参选。2017年2月，玛德琳安排科恩与特朗普会面，会后特朗普集团的员工将报销支票寄到白宫，由特朗普签名，通过过迂回邮件系统寄给科恩。后来玛德琳向记者公开表示，她和特朗普的关系，比和特朗普女儿们的关系还要好，让特朗普炒了她鱿鱼。讲到这里，玛德琳潸然泪下。
在辩方盘问阶段，玛德琳似乎支持辩方的一个论点，即特朗普为了更快给人寄信，用了别的邮件系统，没有用到白宫的邮件系统。

##### 迪森、托马林、朗斯特里特和贾梅尔-施奈德
四名证人在5月10日当天作证，其中包括Verizon高级分析员珍妮·托马林（Jennie Tomalin）、AT&T合规分析师丹尼尔·迪森（Daniel Dixon），以及曼哈顿地区检察官办公室法律輔助人員杰登·贾梅尔-施奈德（Jaden Jarmel-Schneider）。在连续的证词中，迪森和托马林确认庭上的通话记录证据属实。另一位曼哈顿地区检察官办公室法律輔助人員乔吉娜·朗斯特里特（Georgia Longstreet）向法庭展示了特朗普以前的推文，以及与吉娜·罗德里格兹、迪伦·霍华德的短信。杰登展示了一份归纳34份商业记录的图标，这些记录被控方认为是伪造的。

##### 迈克尔·科恩

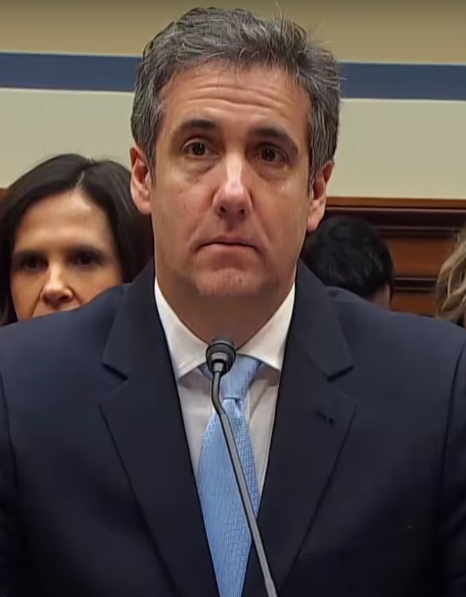
迈克尔·科恩 (律师)

5月13日，充当特朗普白手套的律师迈克尔·科恩出庭作证，他是本案的关键证人。他总共作证了四天，共计17小时。
科恩承认，2016年大选期间，他、特朗普与大卫·佩克联手压制各路媒体的负面报道，从正面宣传特朗普，这些事情“都是基于特朗普先生的利益，由特朗普先生指挥”，“每件事情都要特朗普先生签字确认”。在呈堂的电邮证据中，科恩通知《国家问询报》，特朗普不希望他们用八卦杂志《阁楼》的方式报道绯闻。科恩明确表示，他在《国家问询报》的角色，就是为特朗普捕杀绯闻，也就是特朗普大厦保安说特朗普有私生子。至于给麦克道格付封口费，科恩的角色是通过短信、电话及Signal监控事情进展。他经常以“电话、电邮及短信”联系麦克道格、斯托米和基斯·戴维森。在短信中，科恩告诉迪伦·霍华德，他代表特朗普付封口费。后来佩克拒绝为斯托米提供的信息付钱，科恩接任“捕杀行动”的出资人。
在之前的庭审中，霍普·希克斯称科恩与麦克道格就媒体报道封口费事件商讨对策，科恩表示情况属实。科恩指出，他和特朗普公司每一个人都联系过魏斯伯格，指控魏斯伯格针对封口费向他提供建议，暗指支付封口费的方法是魏斯伯格安排的。2011年斯托米将自己与特朗普的绯闻泄露给“The Dirty”的时候，科恩就跟特朗普谈过，当时特朗普说斯托米是“漂亮的女人”（他对麦克道格也是这么说）。2006年特朗普与斯托米在名人高尔夫球赛相识的时候，斯托米就喜欢上特朗普，其程度比爱橄榄球明星本·罗斯利斯伯格还要强烈。科恩说特朗普没有回应是否和斯托米发生性关系，只是告诉他要把新闻压下去。
科恩表示，特朗普竞选阵营认为性爱录影带事件是对手阵营有意针对，特朗普事后指示他给斯托米钱，避免“灾难性”后果。科恩觉得《国家问询报》之类的超市小报对吸引选民有影响力，特朗普认为斯托米的报道会影响女性选民。科恩表示，特朗普告诉他，“付钱就对了，没有理由让报道流出，干就完了”。魏斯伯格让科恩不要通过特朗普集团转钱，为此想出了更加有创意的转钱方式。科恩和魏斯伯格计划通过特朗普的一个高尔夫球场处理这13万美元，将这笔钱包装成球场会员费或活动经费，但这个计划没有采用。后来魏斯伯格说自己钱不够，科恩同意自己付钱。科恩提出在封口费加入一个条款，斯托米每公开绯闻一次，就要罚款100万美元。特朗普胜选后，魏斯伯格和科恩在特朗普26楼办公室谈论报销计划，魏斯伯格协调把钱报销给科恩。根据庭上证据，基本顾问有限公司2016年10月底的一份银行对账单显示，13万美元转给了基斯·戴维森，并附带一个说明，这个说明据科恩说是魏斯伯格手写的。对账单显示18万的报销金翻了两倍。原本的18万报销金，有13万给斯托米，5万是特朗普欠科恩的，欠款是科恩向科技公司红雀（Red Finch）付的钱，用来委托他们给特朗普的竞选团队做民意调查，并在Twitter上推广科恩的性感象征。翻了两倍后，扣除50%的税费，外加6万美元的年终奖，科恩可以全额拿到这笔钱，共计获益42万。科恩认为魏斯伯格和特朗普提前规划好报销方案，而且魏斯伯格说过，在特朗普的确认下，报销费用以預付酬金形式每月发放。
科恩说自己很想当特朗普的私人律师，但特朗普始终没有这样认为，而且还砍掉了他2016年的奖金，当时他和特朗普的关系陷入冰点。科恩说他给特朗普工作能给自己的职业经理贴金，譬如拿到更多优质客户。
5月14日，第二天作证，科恩说他向特朗普集团发去假支票，为“所提供的服务”索要报酬。2017年2月，他闯入椭圆形办公室，质问特朗普为什么不给报销钱。科恩说之所以向斯托米撒谎，是为了保护特朗普（同时为了“与特朗普团队的口径保持一致”，就莫斯科特朗普大厦计划撒谎）。2018年1月，科恩向戴维森施压，让他迫使斯托米签署一份否认绯闻、否认收封口费的虚假声明，声明由斯托米在1月30日签署；按照声明要求，斯托米在福斯新闻频道的《对话肖恩·漢尼提》（Fox News with Sean Hannity）节目中露面。斯托米还想亮相福斯新闻的谈话节目《漢尼提》，但没有成行。2018年认罪前，经过与家人商谈，科恩决定不再为特朗普撒谎。庭审当天，科恩还接受了辩方盘问。5月16日，特朗普团队的一名律师指控科恩对2016年10月26日的事情撒谎，当时他打电话给特朗普的私人保镖基斯·席勒，由基斯把电话交给特朗普，特朗普同意封口费协议。辩方援引通话记录，证明科恩之前接到过一连串的恶作剧电话，促使他和席勒进行了1分36秒的通话。对此科恩辩称1分36秒足以处理两件事。
5月20日，盘问阶段，科恩确认2016年10月26日前后，他帮助蒂芙尼·特朗普解决勒索问题。同样在10月份，他跟大卫·佩克一起工作过。10月26日早上，科恩跟特朗普通过两次电话，说斯托米的事情。2017年1月27日，科恩告诉特朗普集团，之后不会在特朗普大厦上班，因为他已经是特朗普的“私人律师”。2017年1月31日，魏斯伯格向科恩发电邮，邮件主题为“特朗普公园大道公寓大楼项目的说明及房贷修改协议”（"Note and mortgage modification agreement for Trump Park Avenue Condominium"）。邮件中，魏斯伯格让科恩“准备讨论好的合同”，这样魏斯伯格就可以转每个月的钱。科恩说小唐纳德·特朗普和埃里克·特朗普以受托人身份签下这些支票。2017年，科恩收到9张特朗普直接寄来的支票，共计3.5万美元，外加两张信托基金支票。
科恩承认向魏斯伯格谎报了自己付给红雀的钱，假报销请求相当于从公司偷东西。科恩说自己在2018年撒谎，当时他说特朗普一直不知道给斯托米付封口费的事情。2018年认罪到2020年出版个人回忆录《变节：回忆录》之间，他没有一分钱收入，之后他通过播客及卖书赚了440万美元。被问到是否已经从案件中获得经济利益，科恩说如果特朗普无罪，他“就有更多故事讲”，也就能赚更多的钱。他承认通过不断批评特朗普积攒名气，甚至想过竞选国会议员。
辩方对科恩的盘问于5月20日结束。科恩说魏斯伯格为他和特朗普草拟的預付酬金合約，是用来掩盖每月发放的报销费用，合约从本质上讲是欺诈 。辩方称科恩的确是在做法律工作，证据在与他是以有效聘任合同担任律师，因为科恩不会免费做法律工作，特朗普也不会提供超额的补偿金。另外，辩方指出魏斯伯格的确让科恩签协议，但没有说这份协议是假的：“请准备好我们讨论过的协议，好让我们每个月给你打钱  。”控方随后进行再次直接詢問。同日，辩方宣布举证完毕。

#### 辩方证人
2024年5月20日，辩方证人出庭作证。在传唤了两位证人后，控方于21日搁置案件。
特朗普没有像之前承诺那样出庭作证。5月2日，特朗普称法庭对他下达了封口令，他不能作证。第二天早上，默坎说特朗普有出庭作证的宪法权利，并在5月14日和16日问布兰奇，特朗普是否会出庭作证。5月20日，布兰奇在新闻发布会上说“我们今天可能会休息”，暗示特朗普可能不会作证。5月21日法庭结案陈词后的记者会上，特朗普拒绝讨论不作证的决定。在刑事案件审判中，尽量将被告是否作证的决定放在最后一刻公布，是一种常见的策略性法律手段，保持这样的策略模糊性会影响审判方向。由于法律风险增加，刑事被告往往不为自己辩护。5月22日，特朗普表示不作证的理由有三：第一，对默坎之前的判决不满；第二，他不喜欢被问自己的过往；第三，“案件纯属虚构”特朗普此前拒绝就可能构成法律或政治风险的事项作证。在刑事审判中，被告没有必须作证的义务，陪审团不得从被告不作证的决定中得出任何推论，检察官也不能对被告不作证的决定发表评论。
辩方计划传唤前联邦选举委员会主席布拉德利·史密斯出庭担任竞选财务法的专家证人。史密斯辩称，向丹尼尔斯支付的款项不是竞选款项，也不违法。然而在5月20日，法官默坎裁定史密斯的证词应仅限于“一般定义和术语”，以免法官裁定法律的角色被取代。默坎认为史密斯可以给出“联邦选举委员会、委员会构成、委员会职责、委员会执行的法律（如果有），以及跟本案直接相关的一般定义和术语”。史密斯不能说“从未有因支付“封口费”而被判违反联邦竞选财务法的案例”，也不能谈论“联邦选举委员会驳回了针对被告的申诉，司法部决定不起诉被告可能违反《联邦选举财务法》的行为”，法庭认为这些都和本案无关。2024年2月，控方指出史密斯已经被禁止在曼哈顿的两个与本案不相关的联邦案件中作证（分别为美国诉班克曼-弗里德案和美国诉苏亚雷斯案）；在这两起案件中，辩方不当地试图让史密斯向陪审团解释竞选财务法。综上理由，辩方决定不安排史密斯作证。特朗普讹称默坎不让史密斯出庭，史密斯说“法官明显有偏见”。

##### 丹尼尔·西特科
5月20日，托德·布兰切的律师助理丹尼尔·西特科（Daniel Sitko）出庭作证。庭上公布了科恩与朱利安尼向科恩推荐的律师罗伯特·科斯特罗（Robert Costello）的通话。

##### 罗伯特·科斯特罗
5月20日，罗伯特·科斯特罗作证。科斯特罗因在证人席上反对默坎此前的裁决，朝默坎翻白眼，被默坎警告。
5月21日，科斯特罗接受辩方盘问。庭上展示了科斯特罗与律所合伙人杰夫·西特伦（Jeff Citron）、科恩的电邮。在2018年5月给西特伦的电邮中，科斯特罗说目标是让科恩“站在正确的立场上，但又不会让他察觉到我们正在遵循朱利安尼或总统（特朗普）的指示”；科斯特罗相信这是“明确而正确的策略” 。被问到“邮件本身是否说明了一切”，科斯特罗说“不完全说明”。科斯特罗也在给西特伦的电邮中谈论科恩：“我该怎么评价这个混蛋？他可是把这个地球上最有权势的男人玩弄于股掌之间。”（科恩作证称，科斯特罗与特朗普竞选阵营试图压迫他，让他重新和他们站在一起）在给科恩的电子邮件中，科斯特罗说：“如果你相信这些‘记者’给你写的信息，你就真的中计了。他们就是想让你屈服，想让你倒下，让你不要坚持不懈、取得成功。如果你觉得自己确实没有得到前任老板的适当支持，那么你应该反映意见。”之后辩方宣布举证完毕。

### 结案陈词与指示陪审团
5月21日，控辩双方就陪审团指示的语言进行辩论。默坎宣布陪审团将离席，直至5月28日开始结尾陈词。默坎表示结案陈词“需要一点时间”，预计对陪审团的最终指示会持续一个小时。5月27日阵亡将士纪念日，特朗普抱怨控方拥有最后说明的权利是“非常不公平”，虽然在刑事案件审判的标准流程中，控方有举证责任。5月28日，特朗普在Truth Social质问结尾陈词的次序：“为什么这个腐败的政府允许我的案件由结案陈词？为什么辩方不能做最后说明？（控方）优势太大了，太不公平了，完全是猎巫行动！”结尾陈词结束后，特朗普再次抱怨：“你们能想象吗？在曼哈顿法院，身为被告的我竟不能反驳或纠正5小时的长篇大论中，索罗斯家族支持的曼哈顿地区检察官所说的许多谎言。”在刑事案件审判中，结案陈词的顺序与开庭陈述的顺序相反。开庭时，辩方先做开庭陈述，之后是控方。而在结案阶段，控方一般有机会进行反驳，因为举证责任在他们身上，不是辩方身上。
5月28日，辩方进行了三小时的结案陈词。特朗普律师托德·布兰切称特朗普没有处理过支票，支票是特朗普的儿子特朗普和埃里克写的。布兰切问控方为什么不传唤小特朗普和埃里克作证，是他们签署给科恩的支票的。布兰切展示了一份电子邮件，显示麦康纳利寻求小唐纳德和埃里克的批准。布兰切说是科恩自己决定支付封口费，许多人都说科恩是大骗子。布兰切也质疑斯托米居心不良，称她与经纪人吉娜·罗德里格兹、迪伦·霍华德的短信证明特朗普不雅录影带流出后，霍华德认为佩克会为斯托米的情报付钱。布兰切直接告诉陪审团，“凭借迈克尔·科恩的一面之词，你们不能把某人送进监狱，不能给某人定罪”，被默坎警告，说这种言论“非常不当”“不允许”，因为陪审团不负责量刑。
同日，控方进行了4小时41分钟的结尾陈词。检察官约书亚·斯坦格拉斯（Joshua Steinglass）称佩克的证词“非常下流”。他说斯托米故事的部分关键环节被证明是真实的，控方似乎承认特朗普早在2017年就知道封口费的事情。约书亚又说科恩对案件结果感兴趣是有道理的，当他和特朗普的关系闹僵的时候，特朗普就会把他当成“烫手山芋”扔掉。约书亚认为科恩是特朗普的“白手套”，他的知识“仅限于实际发生的事情”。有指科恩直接听命于特朗普，不在特朗普集团法务部上班。庭上出现了政府道德办公室2018年一份文件的脚注，写着“2016年的费用由唐纳德·J·特朗普的其中一位律师迈克尔·科恩承担，科恩要求报销这些费用，特朗普先生于2017年全额返还给科恩先生”。约书亚又提供特朗普与科恩讨论封口费的通话，并展示了2017年12月由特朗普签字确认给科恩的支票，据此认为特朗普完全知道这些支票的用处，因为特朗普的“经营理念一直是什么事情都管”。约书亚引用了特朗普在2018年发的一则推文，当中特朗普承认科恩通过法律聘任合约获得封口费报销，这笔费用“跟竞选活动毫无关系”。约书亚又说，科恩尽管在当年为特朗普做法律工作，但科恩在2018年没有收到特朗普给报酬，这一点让辩方对科恩那笔钱的描述站不住脚，那笔钱明显就是用来“蒙骗美国选民”。
结尾陈词结尾时，默坎说陪审团指示于5月29日宣读，预计持续一个小时。

### 陪审团审议
5月28日，CBS报道，虽然还不知道特朗普被定罪后会面临怎样的刑罚，纽约州及联邦机构的官员已经开始为特朗普坐牢做准备。
5月29日，陪审团开始审议。几个小时后，陪审团要求花30分钟时间重听佩克及科恩的证词，包括对2015年8月他们与特朗普、霍普会面的经过，在这场会议中，佩克承诺会当特朗普的“耳目”，收集一切对特朗普不利的消息。另外，陪审团希望听取佩克对一通据称由特朗普打来的电话的证词，在这通电话中，两人提到谣传麦克道格会找其他媒体公开斯托米的绯闻。重听证词预计在5月30日开庭上进行。

### 裁决
美东时间5月30日下午5点07分，陪审团一致判定特朗普34项罪名全部成立，特朗普成为美国史上第一位在刑事和重罪官司被定罪的前总统。法官默坎驳回辩方要求特朗普无罪释放的动议。
判决结果下达后，特朗普称审判“无耻”，整个庭审是“一位腐败、困惑的法官操纵的审判”。

### 判刑与上诉
8月14日，特朗普律师团队要求主审法官马尔尚将量刑聆讯推迟到大选后进行。8月19日，紐約縣地方檢察官表示会服从马尔尚推迟量刑的安排。
8月29日，特朗普律师请求美国纽约南区联邦地区法院干预案件，称在九月判刑会干扰大选。9月3日，地区法官阿尔文·海勒斯坦（Alvin Hellerstein）拒绝特朗普团队的请求。几个小时后，特朗普律师团队向美国联邦第二巡回上诉法院提出上诉。9月6日，马尔尚宣布量刑推迟到11月26日进行。至11月12日，量刑再度押后。11月22日，法院又決定推遲判決。
2025年1月3日，美国纽约州最高法院法官作出决定，将于1月10日就特朗普封口费案作出刑度方面的判决。
2025年1月6日，特朗普律师团队就裁决提出上诉，同时要求马尔尚推迟判刑日期，但被马尔尚驳回。1月7日，纽约州最高法院上诉庭第一部门驳回特朗普团队要求推迟判刑的请求。1月8日，特朗普律师团队向美国最高法院和纽约上诉法院上诉，称案件完全政治化，要求推迟量刑。1月9日，纽约上诉法院驳回辩方请求，最高法院以5票反对、4票支持驳回辩方请求。
2025年1月10日，法官马尔尚宣布量刑，考慮特朗普當選人身分，表示「法院裁定唯一容许作出有罪判决且不侵犯本国最高权力的合法判决是无条件释放」，由此判決他「无条件释放」，法院並祝賀其總統第二任期一帆風順。儘管案件告一段落，川普團隊仍表態不滿稱這是透過制度對他進行的人格侮辱並仍將考慮上訴，由此川普成為首位在刑事和重罪官司留下定罪紀錄而上任的總統。

## 各方反应

### 起诉下达时

#### 舆论观点

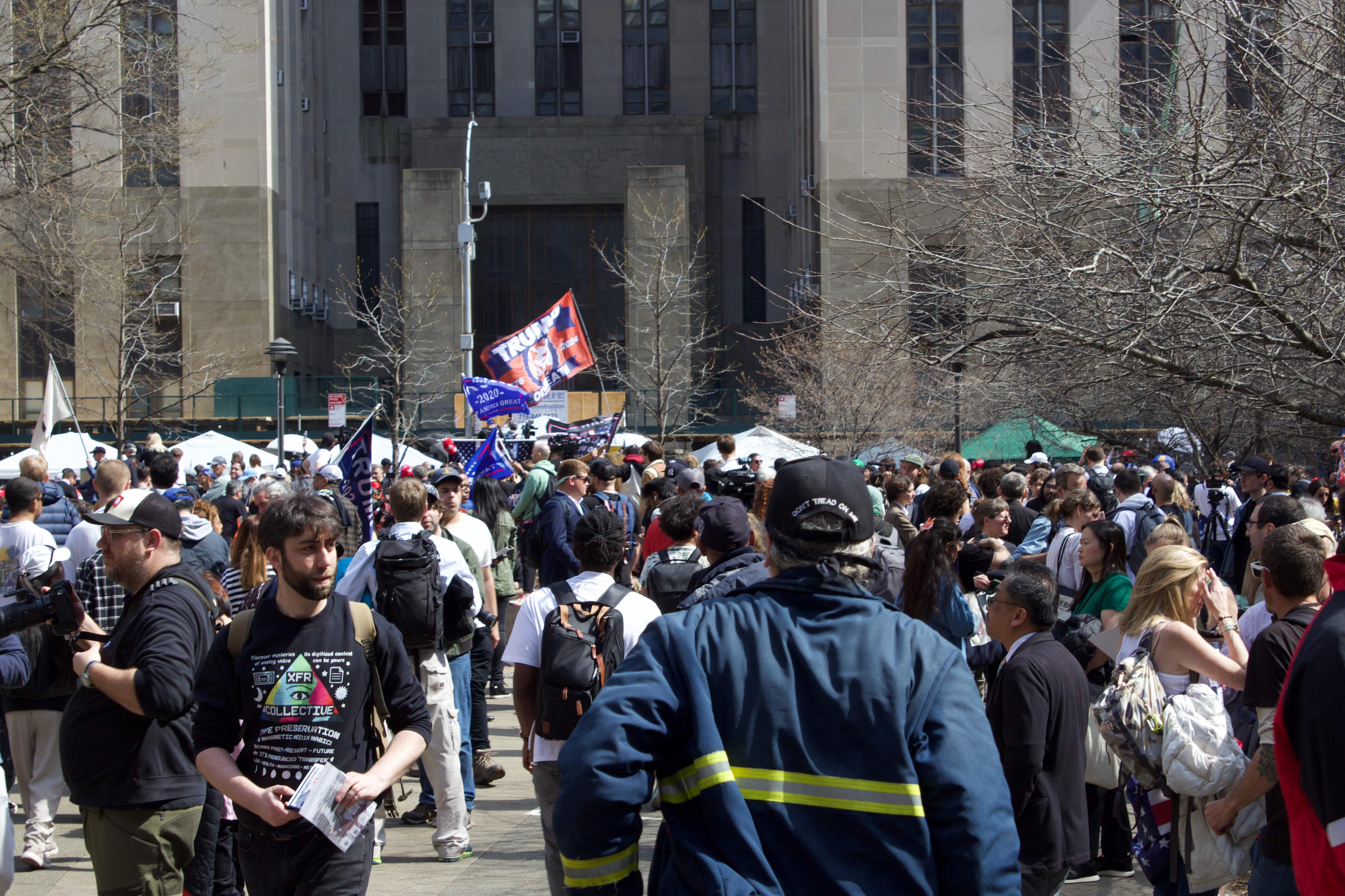
特朗普支持者于4月4日在法院对面的活水湖集会

特朗普被正式起诉后，ABC新闻与益普索于3月31日到4月1日间舉行民意调查，结果显示多数美国人认为特朗普应该被控罪。具体而言，45%的受访者认为特朗普应该被起诉，32%认为不应该，23%“拿不定主意”。调查也体现出共和民主两党的意见分裂，有88%的民主党人认为特朗普应该被起诉，而共和党只有16%的人这样认为。又根据CNN于3月31日到4月1日间的调查，60%的美国人同意起诉，76%的美国人认为起诉有政治动机。

#### 特朗普本人
特朗普认为起诉行动是政治迫害、操控选举。他向支持者发出电子邮件，号召捐款，“保障我们的运动免受永无止境的猎巫”，又称捐款会有“1500%的影响力”。特朗普2024年大选竞选团队表示正式宣布起诉不到24小时，就收到超过400万美金的捐款，三天后捐款金额达700万美元。
被起诉的第二天，特朗普批评主审法官胡安·默坎对自己有“成见”，“恶毒”对待其公司，又称他已经在“强力威胁下”要求特朗普集团首席财务官艾伦·魏塞尔贝格签署认罪协议，但事实上魏塞尔贝格是和检察官签署认罪协议，这份协议也得到魏塞尔贝格的律师团队和默坎接纳。特朗普又称默坎是“白艾榮和检察官亲手挑选的”，但其实默坎是聿法庭随机分配，检察官没有干涉权利。

#### 共和党人
共和党国会议员普遍谴责起诉行动，认为起诉行为前所未有，是将司法武器化。特朗普已经宣布参加2024年大选，部分人认为起诉行动涉嫌干涉选举。美國眾議院議長凱文·麥卡錫在推特表示，白艾榮试图干涉其总统选举，计划对美国造成无法弥补的损害；经常释放十恶不赦的罪犯，让民众陷入恐慌；把其神圣的司法体制用作武器对付总统唐纳德·特朗普；美国人民不能容忍这种不公正行为，众议院会追究白艾榮前所未有滥用权力的责任。在接受福斯新闻频道采访时，参议员林賽·格雷厄姆饱含热泪恳求观众捐钱：“你们需要这人，當勞·J·特朗普。他们要把他抽干……现在就去DonaldJTrump.com捐钱，他就能保护自己。”

多位共和党人贴出倒放的美国国旗，对判决结果表示不满

美國眾議院司法委員會主席吉姆·喬丹、监督委员会主席詹姆士·卡莫、行政委员会主席布萊恩·斯泰爾分别向白艾榮发函，直言起诉书是“前所未有的滥用检察权”，要求白艾榮在分别在三个委员会面前作证，并提交和调查相关的通讯记录、文件和证言。三人随后向白艾榮表示会考虑立法以保护前任／现任总统免受联邦或地方官员政治迫害。针对三人的请求，白艾榮办公室斥责他们“非法侵犯纽约主权”，指出有关正在调查案件的情报须按照联邦法律保密。据《纽约时报》和CNN报道，2023年2月，吉姆·喬丹向特朗普的律师乔·塔科皮纳（Joe Tacopina）发出私人请求，要求调查白艾榮对特朗普采取的行动。据CNN在3月28日报道，众议院共和党会议主席埃莉斯·斯蒂芬尼克曾向特朗普简报众议院共和党委员会的工作，包括委员会回应白艾榮的计划。众议院监督委员会委员玛乔丽·泰勒·格林承认向特朗普通报“我们所做的所有事情”，又指特朗普“看起来很了如指掌……有时候我对他知道这么多东西感到震惊”。此外吉姆·喬丹也對在白艾榮之前負責起訴川普的前檢察官马克·F·波美兰茨發出傳票，要求他在4月19日參加國會聽證會。
特朗普的党内政敌也对起诉行为表示反对，其中宣布竞逐共和党总统候选人提名的企业家维韦克·拉马斯瓦米和前南卡罗来纳州州长妮基·黑利表态反对。另一方面，有意参选总统的前阿肯色州州长阿薩·賀勤森对司法行动表示支持，但也认为选民有权选或不选特朗普当总统。他认为特朗普应该撤回总统提名，认为起诉行为是“分散视线”。前副总统迈克·彭斯称起诉行为是暴行和“政治迫害”。佛罗里达州州长罗恩·德桑蒂斯表示佛州没有协助将特朗普引渡到纽约州的法律。向來反對川普的共和黨參議員羅姆尼表示，川普的性格及言行都不適合出任公職，但白艾榮把刑事重罪罪名加到川普身上太牽強，有政治動機。羅姆尼認為，白艾榮這次「想把政敵入罪，恐立下危險先例，也損傷民眾對司法體制的信任」。

#### 民主党人
民主党众议员亞當·希夫在推特发文表示：“起诉前总统是前所未见的，但是特朗普的确参与了许多非法行为。”在第一次唐納·川普彈劾案中，希夫担任弹劾推动人。拜登政府表示不会公开讨论事件。民主党人认为起诉行为是在追究特朗普的法律责任。共和党众议员玛乔丽·泰勒·格林在纽约出席亲特朗普集会时，被民主党众议员贾马尔·鲍曼大喊“滚出这里！”。

#### 其它观点

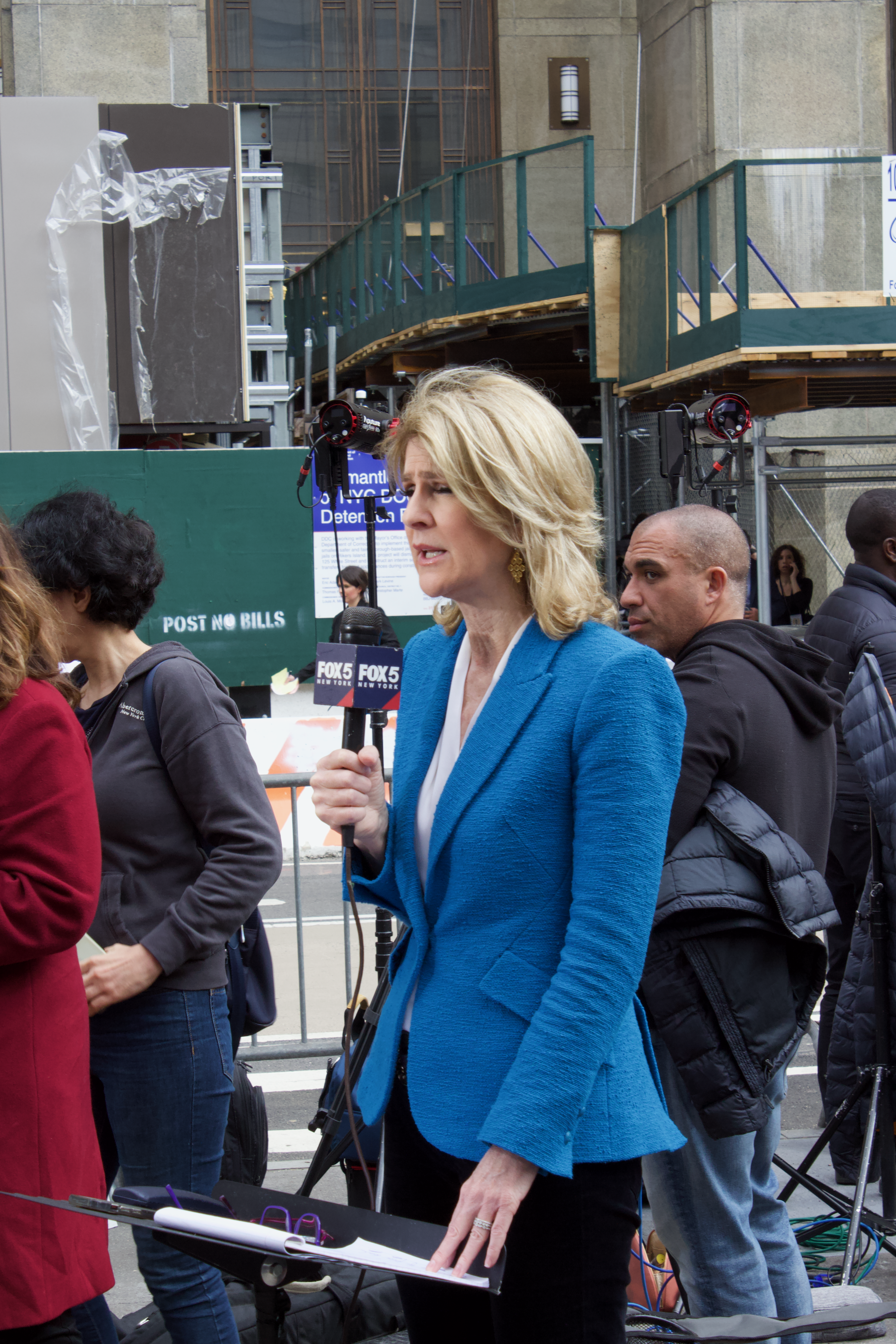
福克斯纽约第五台记者琳达·施密特（Linda Schmidt）在曼哈顿刑事法院前作现场报道

起诉行动也带出一些从未有过的复杂法律问题。法律专家向《纽约时报》表示起诉书中涉及联邦竞选法的伪造商业纪录指控前所未见，以前的联邦选举案件没有出现过这样的罪名。美联社认为，起诉书有些复杂的法律问题，辩方可以以此来辩驳。
现任或前任福斯新闻频道主持人肖恩·漢尼提、格林·贝克和塔克·卡森对起诉行动感到愤怒和担忧。特朗普被正式起诉前，几位主持人在主权投票系统诉福斯新闻频道中谴责特朗普的短信被公开。《卫报》的大卫·史密斯（David Smith）认为特朗普一直擅长扮演受害者，以此扭转相关指控，这种策略经常是和支持者群体配合。
英国的《金融时报》爱德华·卢斯对起诉行动在对特别法律顾问史密斯的调查结束前启动表示失望，认为起诉行动是既不严肃，也不是“凭直觉一眼看出”的法律技术，就和指控特朗普煽动叛乱、密谋推翻2020年美國總統選舉结果差不多。法学教授理查德·黑斯认为从法律和事实层面看，目前对特朗普的联邦调查比对史密斯的调查更强硬。
虽然起诉书已经公开，但负责案件的地区检察官的“具体法律理由”没有公布，既没有说明“每项罪名是如何升级为重罪的”，也没有“具体说明潜在的罪行”。虽然法律没有要求明确说明，律师肯·怀特和法学教授理查德·克莱因（Richard Klein）认为这样做很难评估案件背后的法律价值。
紐約霍夫斯特拉大學法學教授雅羅·謝夫斯基（Ellen Yaroshefsky）說，檢察官要證明虛假商業紀錄是蓄意用來影響選舉恐怕會遭遇困難。加州大學洛杉磯分校法學教授理查·哈森在網上雜誌Slate寫道，檢察官必須證明川普很清楚自己這筆款項有違競選財務法，而證明一個人的意圖向來很棘手。
《華盛頓郵報》專欄作家、哈佛法學院博士露絲·馬可斯認為起訴書「令人焦慮地未闡釋清楚，而且它所根據的理論，說好聽點是可爭辯的，說難聽點是薄弱得令人不安」，露絲形容這場起訴就像是在高空繩索上的一個危險跳躍。
前川普政府的國安顧問、川普的最大反對者约翰·博尔顿向CNN稱，起訴內容「比我憂心的還要薄弱。對一個最不願看到川普取得共和黨總統提名的人來說，這份文件讓我心情無比低落。我認為此案可輕易被駁回，或讓川普很快獲判無罪。」
美國聯邦調查局前代理局長安德魯·麥卡比告訴CNN，起訴書「讓人失望」。他表示，這起紮紮實實的輕罪案是因「蓄意隱瞞另一起罪行」才導致加重成為重罪案，檢方卻未提供「法律論述」來說明要隱瞞的罪行到底是什麼。「如果我們的法律朋友看到這份起訴書，卻看不到重罪的理由，就很難說服陪審團會做出犯下重罪的結論。」
英国《金融时报》的约书亚·查芬（Joshua Chaffin）称持怀疑态度的人士将特朗普的案件与总统候选人约翰·爱德华兹的婚外情丑闻联系起来，因为爱德华兹也曾说自己支付封口费不是为了自己的选情，而是为了保护病入膏肓的妻子，所以两者性质相同。
在吉姆·喬丹等人向白艾榮发函要求前往眾議院作證後，白艾榮於4月11日控告吉姆·喬丹干涉司法。白艾榮代表律師請求法官禁止吉姆·喬丹和眾院司法委員會發出傳票。法官則拒絕立刻發出臨時禁制令，而是要求吉姆·喬丹律師在4月17日對此做出回應，並在19日舉行庭審聽取雙方說詞。

#### 假消息和阴谋论
特朗普被起诉后，啤令貓创办人艾略特·希金斯利用AI图像引擎Midjourney画了一幅特朗普被捕的图片，被社交媒体用户当成真图廣傳。
起诉书下达后，匿名者Q的Telegram账号开始发出“当局早有预谋”、“一场风暴向我们袭来”的帖文，认为这是“深层政府”的阴谋。也有阴谋论认为白艾榮是大富翁乔治·索罗斯雇来的，这种说法得到特朗普本人、罗恩·德桑蒂斯、参议员J·D·万斯、羅恩·詹森、德州州长格雷格·阿博特、众议院安娜·保利娜·卢纳和保罗·戈萨尔转发，其中戈萨尔称白艾榮是“索罗斯的区域检察官”。需要指出的是，索罗斯的确向进步主义的刑事司法改革组织变革之色捐款，变革之色也的确为白艾榮的竞选活动献金；但索罗斯并未接触过白艾榮。有特朗普支持者向索罗斯和变革之色发出威胁，特朗普旗下的Truth Social有人提出武装保护海湖庄园，但未见实质行动。

### 判决下达后

#### 特朗普本人
特朗普称“国家已经落入地狱”，变成“分裂的烂摊子”，呼吁支持者“战斗到底”。
在5月31日的记者会上，特朗普表示：“你们已经见过我们一些证人碰到的事情，他们简直就是被钉上十字架。

#### 民主党人
白宫法律顾问办公室代表发言人伊恩·山姆斯（Ian Sams）表示：“我们对法治表示尊重，除此之外不作其他评价。”次日，总统拜登称庭审重申“无人能凌驾于法律之上的美国原则”。
乔·拜登竞选通讯主任迈克尔·泰勒（Michael Tyler）敦促选民用选票阻止特朗普登上总统宝座。拜登竞选团队的X账号贴出捐款网址链接。众议员傑里·納德勒、赵美心、埃瑞克·史瓦維爾、詹姆斯·克莱伯恩、 普拉米拉·贾亚帕尔、贾马尔·鲍曼、亞當·希夫和本尼·湯普森对判决结果表示支持。伊利诺伊州州长J·B·普里茨克直斥特朗普是“种族主义者、恐同份子、骗子、国家威胁”，外加“重罪犯”。

#### 共和党人
美國眾議院司法委員會主席吉姆·乔丹、众议员埃莉斯·斯蒂芬尼克和玛乔丽·泰勒·格林在社交媒体贴出倒放的美国国旗。参议员馬可·魯比歐和林賽·格雷厄姆称判决是“对司法的嘲弄”。已退出2024年大选的共和党总统候选人、企业家维韦克·拉马斯瓦米称判决会引发反效果 。同样退选的前阿肯色州州长阿薩·賀勤森认为“判决应该受到尊重”。
纽约第17国会选区的共和党国会议员迈克·劳勒在判决下达后发表公开声明，称“今天对美国来说是悲伤的一天。无论你对判决持怎样的态度，它都破坏了我们的选举程序和司法体制。简而言之，判决是对我们国家的毁灭性打击。”
众议院议长迈克·约翰逊在判决下达的几分钟后发布声明：“今天是美国历史上的耻辱日......将我们的司法系统武器化一直是拜登政府的杀着，今天的判决进一步证明民主党会用尽手段打压异议分子，打击政治对手。民主党人非常得意，因为他们用荒唐罪名定罪了反对党的领袖......这完全是政治操弄，不是合法手段。”第二天，他说“我相信最高法院会介入”。
2024年馬里蘭州聯邦參議員選舉共和党候选人、前马里兰州州长拉里·霍甘敦促“全体美国人尊重判决结果及法律流程”
众议院多数党领袖史蒂夫·斯卡利斯公开表示“极端民主党人”破坏民主制度，背叛盲眼司法原则，把司法体制当成“香蕉共和國”，当中拜登和非常有偏见的地方检察官白艾榮联手，不惜用非法手段追杀政治对手，而罪行累累的犯罪在纽约获释，对无辜市民犯下更加暴力的罪行”，“完全是意图干涉2024年大选”。

#### 其他政治人物
無黨籍总统候选人小罗伯特·弗朗西斯·肯尼迪向记者表示不会讨论审判细节，只想评论“关乎美国人切身利益的”问题，不会评判用来“分裂我们”的文化战争议题。

#### 媒体界
福克斯新聞频道法律分析师安德鲁·C·麦卡锡、主持人珍妮·皮罗谴责判决结果。MSNBC主持人雷切尔·玛多认为陪审团“值得大家对他们所做的工作表示感谢”。名嘴塔克·卡森在X称判决结果“葬送掉全世界最公平的司法体制”。有线电视新闻网的杰克·泰珀称判决是“美国历史上最让人讶异的事情”，对判决造成的结果态度暧昧。CNN首席法律分析师埃利·霍尼格在《纽约杂志》撰文称，控方为了确保特朗普被定罪，不惜“扭曲法律”。

#### 特朗普支持者
判决结果下达不到半个小时，大量访问及捐款流入特朗普竞选阵营的众筹网站，造成网站一度宕机。特朗普竞选阵营称判决下达仅七个小时，就收到大量小额捐款，总计3480万美元。初步数据显示，“特朗普捐款”一词的Google搜索次数达到四年来的峰值。判决下达的前24个小时，特朗普已经收到5280万美元捐款，总数已经突破竞选对手拜登在整个四月获得的捐款。
路透社观察到，亲特朗普阵营的大本营Truth Social、Patriots.Win和门户专家出现许多要为特朗普报仇的呼吁。审判员、法官、左派人士和民主党人成为特朗普拥趸的攻击目标。